# Cửa tự động

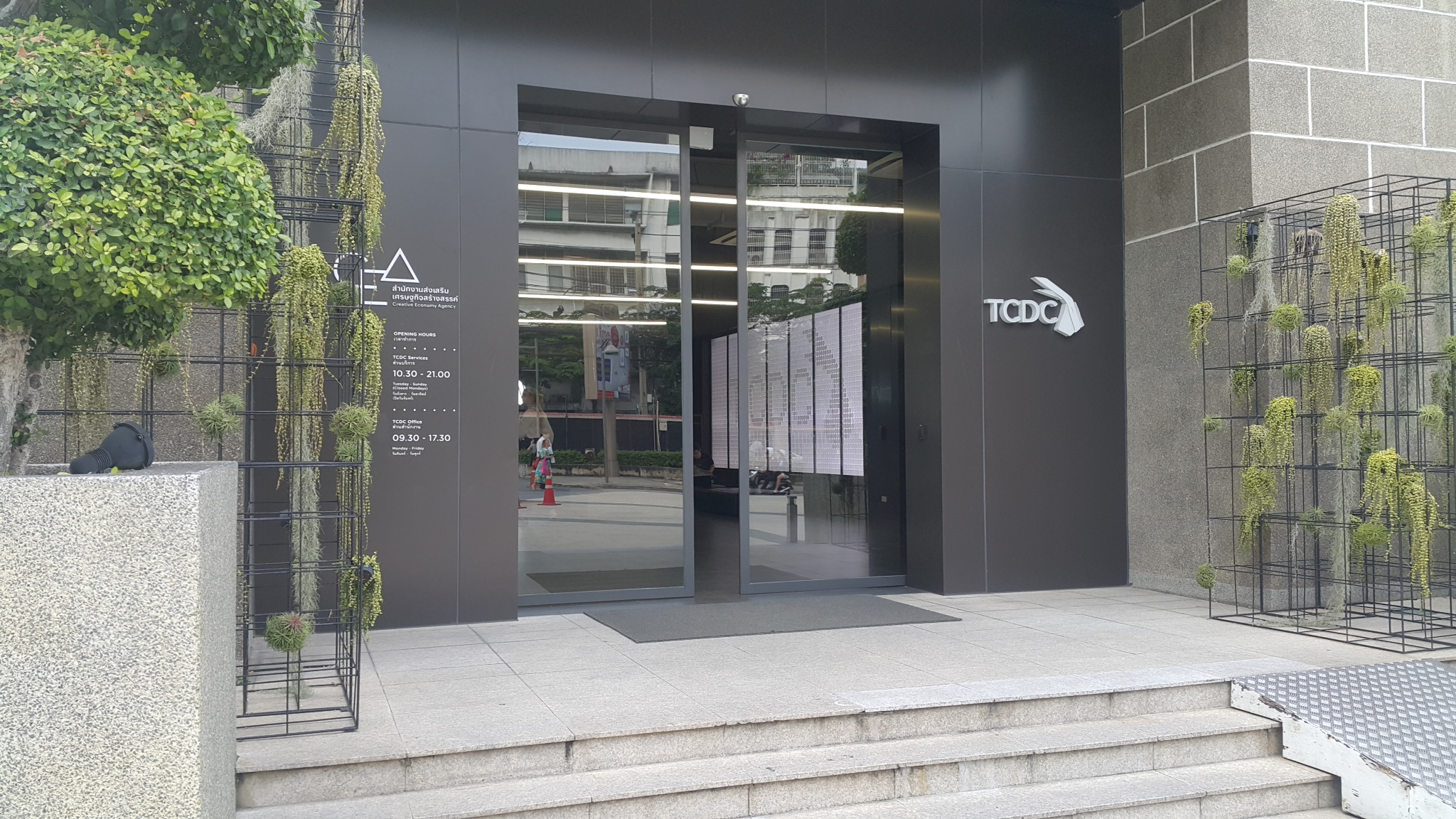
Cửa tự động

Cửa tự động (tiếng Anh: automatic door hay auto door) là cửa tự động mở ra, thường là khi cảm nhận được sự tiếp cận của một người.

## Trong văn hóa đại chúng
- Cánh cửa tự động trượt lên trần nhà xuất hiện lần đầu tiên trong truyện dài kỳ "When the Sleeper Wakes" của H. G. Wells, được xuất bản năm 1899.
- Cánh cửa trượt tự động là một thiết bị phổ biến trong vũ trụ hư cấu của Star Trek.[1]